# Maria Rosa Punzirudu
Maria Rosa Punzirudu (Ozieri, 10 marzo 1887 – Ozieri, 2 febbraio 1964) è stata una cantante italiana, esponente del cantu a chiterra della prima generazione, ed è stata fra le prime donne sarde ad essersi esibite sul palco.
(Gavino Gabriel, Canti di Sardegna, 1923)
Aveva esordito all'inizio degli anni '20  e nel 1930, con Nicolino Cabitza e Gavino De Lunas, a Milano aveva inciso un 78 giri per la casa discografica Grammophon, con la quale realizzerà altre incisioni con De Lunas.